# 프리실리아누스파
프리실리아누스파(Priscillianism)는 기원후 4세기에 로마령 히스파니아에서 프리실리아누스(Priscillianus)에 의해 발전한 기독교 종파였다. 멤피스 출신의 마르쿠스(Marcus)라는 이집트인의 영지주의적 교리에 감동된 평신도 프리스킬리아누스가 설파하였다. 나중에 동방 정교회와 로마 가톨릭 교회 양쪽에서 이단으로 간주되었다.

## 같이 보기
- 기독교 영지주의